# Batalla del oeste de Guta
La batalla del oeste de Guta fue una operación militar que se desarrolló desde el 11 de diciembre de 2017 hasta el 2 de enero de 2018 en la región de Guta, ubicada en la gobernación de la Campiña de Damasco dentro del marco de la Guerra Civil Siria. La ofensiva tiene como beligerantes a las fuerzas armadas de la República Árabe Siria lideradas por Bashar al-Ásad y por otro a una alianza de resistencia opositora al gobierno autodenominada Unión de las Fuerzas de Monte Hermón —la cual agrupa dentro suyo desde movimientos opositores moderados hasta organizaciones yihadistas, todos ellos de mayoría musulmana sunita— y la Unión Islámica de Ajnad al-Sham. El que inició la ofensiva fue el gobierno de la República Árabe contra las áreas controladas por los rebeldes en el oeste de Guta, una región rica en recursos básicos, para poder tener acceso directo a las gobernaciones de Quneitra, Dar'a y As-Suwayda que se encuentran casi por completo en poder de movimientos opositores entre los que destacan pesos pesados como Jabhat Fateh al-Sham y el Ejército de Jalid ibn al-Walid y a la vez poder tomar el control e incluir a la tutela de Bashar al-Ásad todo el oeste de Guta y de todas las gobernaciones ya mencionadas que dan pase libre a los Altos del Golán, de los cuales una considerable parte están ocupados por el Estado de Israel a pesar de que es reconocido internacionalmente como parte integral de Siria.

## Antecedentes

Situación del área rebelde de Dar'a (verde) frente al avance gubernamental. En el mapa se muestra el ataque sorpresa de Estado Islámico a las otras fuerzas opositoras en febrero de 2017.

La guerra civil es intensa desde su inicio en todas las áreas de la gobernación de la Campiña de Damasco, las gobernaciones vecinas como Dar'a cayeron rápidamente bajo el yugo rebelde y desde allí varias organizaciones de diferentes índoles antigobierno lanzaron ofensivas y ataques a diversas ciudades del sur de Siria, las consecuencias más graves para el gobierno de Bashar al-Ásad eran los constantes bombardeos a la capital Damasco —la Operación Volcán de Damasco es uno de los ejemplos más claros de un intento firme de asedio rebelde— y por otro el aislamiento de los enclaves gubernamentales fieles a Bashar al-Ásad en los Altos del Golán y el Desierto sirio del sur que por un lado tienen al Estado de Israel y al Reino Hachemita de Jordania (agresivos al gobierno de al-Ásad) y por otro a las milicias opositoras de las cuales varias tienen el apoyo de dichos países y de la misma Coalición Internacional Contra Estado Islámico liderada por los Estados Unidos de América, todas ellas igualmente agresivas con la República Árabe de Bashar al-Ásad.
Los constantes roces entre rebeldes fue uno de los principales factores que impidieron un mejor uso de Guta en la guerra a favor de ellos, uno de los mayores conflictos entre fuerzas rebeldes se dio cuando el Estado Islámico atacó sorpresivamente a las otras milicias antigobierno en Dar'a al comienzo de 2017, esto permitió al gobierno de Bashar al-Ásad reagruparse e intentar recuperar toda la región de Guta.
En diversas ofensivas el gobierno logró capturar el este de la región de Guta y puso en aprietos a los rebeldes del oeste de la misma región que en un intento de resistencia armada y ante el anuncio de cese de ayuda extranjera hacia ellos por parte de Estados Unidos formaron la Unión de las Fuerzas de Monte Hermón, de los cuales sus miembros más fuertes son Tahrir Al-Sham, Ejército Libre Sirio y Ahrar al-Sham. La organización de la Unión Islámica de Ajnad al-Sham se alió con el bando rebelde, pero manteniendo su autonomía, para resistir el ataque gubernamental.

## Batalla

### Aislamiento del oeste de Guta

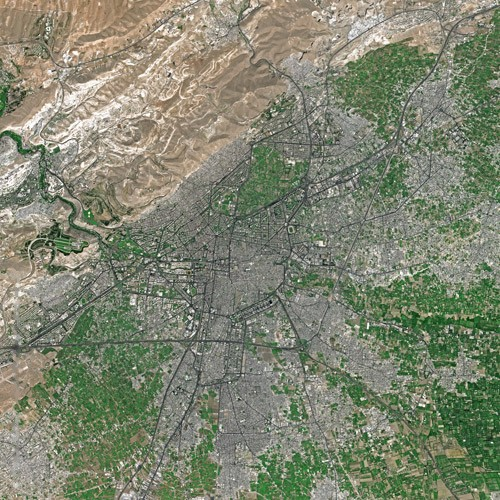
Una parte de la región de Guta con la ciudad de Damasco en su interior.

En la mañana del 11 de diciembre de 2017, a las 9:30 a. m., el Ejército Árabe Sirio comenzó a operar a los alrededores del río Barada para asegurar el control de fuego sobre el área periférica del oeste de Guta, que está controlado por las milicias rebeldes de Tahrir Al-Sham. Miembros de la 42.ª brigada de la Cuarta División Mecánica, del Ejército Árabe Sirio, lanzaron feroces ataques de artillería contra las posiciones del grupo rebelde ya mencionado. En la ciudad de Maghar Al-Mir se iniciaron grandes combates, que desencadenaron bombardeos por parte de ambos bandos. Al día siguiente, el Ejército Árabe Sirio comenzó el proceso de aislamiento de la ciudad de Maghar Al-Mir (el mayor centro urbano del oeste de Guta) para enfrentar a combatientes del Tahrir Al-Sham.

### Caída de la fortaleza rebelde

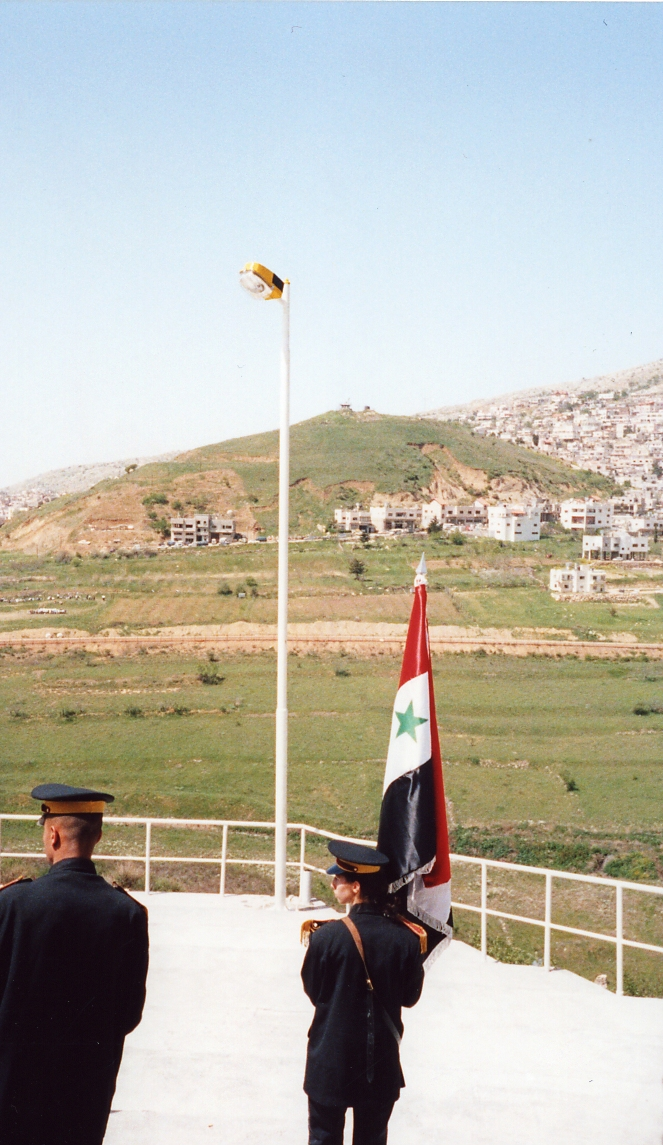
Tropas fieles al gobierno de Bashar al-Ásad en algún enclave sirio en los Altos del Golán.

El 14 de diciembre por la tarde la Brigada 42 de la Cuarta División Mecánica, del Ejército Árabe Sirio lanzó otra gran ofensiva contra los rebeldes de Tahrir Al-Sham que contaban con ayuda táctica del Ejército Libre Sirio y de Ahrar al-Sham, la ofensiva se llevó a cabo en colina más alta de Tal al-Baid. Después de lanzar el ataque, el Ejército Árabe logró superar a los rebeldes en el pueblo de Tal Baidi, lo que llevó a un control total de esta gran cumbre después de que Haiat Tahrir al-Sham se retiró al oeste. Por la noche, el ejército sirio anunció que había logrado debilitar y dividir a las milicias de Tahrir al-Baid, el grupo insurgente decidió rendirse ante el gobierno con la condición de que sean trasladados a la gobernación de Idlib, la cual actualmente está bajo control de los rebeldes.

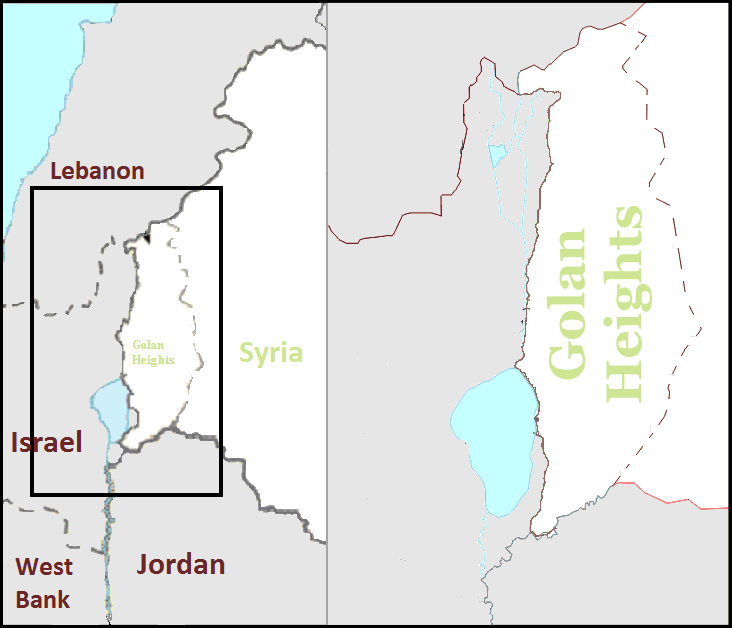
Mapa de los Altos del Golán anexados por Israel, este último considera al área una región en disputa mientras Siria lo ve como un territorio ocupado.

Las áreas ocupadas por el Ejército Árabe Sirio y las Fuerza de Defensa Nacional hasta el 14 de diciembre son Al Baidah Hill, cerca de Maghar al-Mir y en donde se registraron combates intensos por parte de un intento rebelde de recuperar el área. Bajo el liderazgo de la 42.ª brigada de la Cuarta División Mecánica, y con el control total de Tal al-Baidah, el Ejército Árabe Sirio lanzó un ataque importante contra Tal Maktoul al-Gharbiiah en las últimas horas de la tarde. El ejército pronto anunció que estaba ubicado en la puerta norte de Maghar Al-Mir, mientras que las Fuerzas de Defensa Nacional empujaron a los rebeldes desde el ala oeste de la zona en disputa. En la mañana del 15 de diciembre, el Ejército Árabe Sirio continuó su ofensiva principal al dirigir las últimas posiciones de Hajat Tahrir al-Shama en el enclave de Beit Jinn. Al frente de su 42ª brigada élite de la cuarta división mecánica, el ejército rompió la defensa de Tahrir Al-Sham en la ciudad de Tal-Ahmar. Según el informe militar, la 42.ª brigada del Ejército Árabe Sirio logró imponer el control total sobre Tal al-Ahmar, después de haberla perdido días antes, cuando una contraofensiva rebelde los atacó por sorpresa; al tomar posiciones en torno a Tal al-Ahmara, el Ejército Árabe Sirio logró tomar el control de la carretera que conecta las ciudades de Beit Saber y Maghar al-Mir.
El Ejército Árabe Sirio abrió un poderoso ataque de artillería en la región de los Altos del Golán las noches del viernes y sábado, aislando a las últimas fuerza de Tahrir Al-Sham dentro de un enclave de Beit Jinn. Bajo el liderazgo de la 42ª Brigada (Fuerzas Ghiath) de la 4ª División Mecánica, el Ejército Árabe Sirio disparó más de 30 cohetes a la superficie hasta los últimos picos al este de Maghar al-Mir. Durante el 16 de diciembre, el ejército capturó las colinas de Tal Al-Muntar y Al Zaiyat, al suroeste de Maghar al-Mir, mientras concurría a la zona de Zaher Aswad. La cadena montañosa Zaher Aswad fue capturada al día siguiente, lo que resultó en que el Ejército se posicionara a 500 metros de Maghar al-Mir.

Los miembros de la Unión de las Fuerzas de Monte Hermón
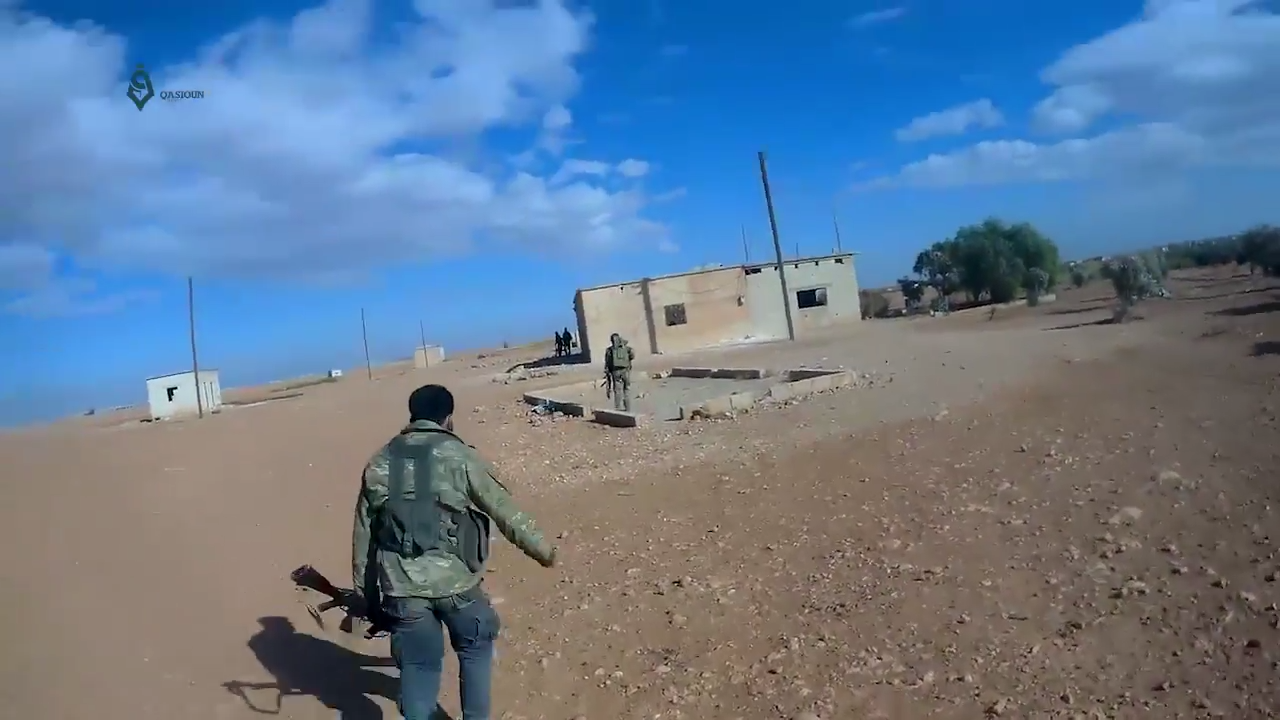
Tahrir Al-Sham
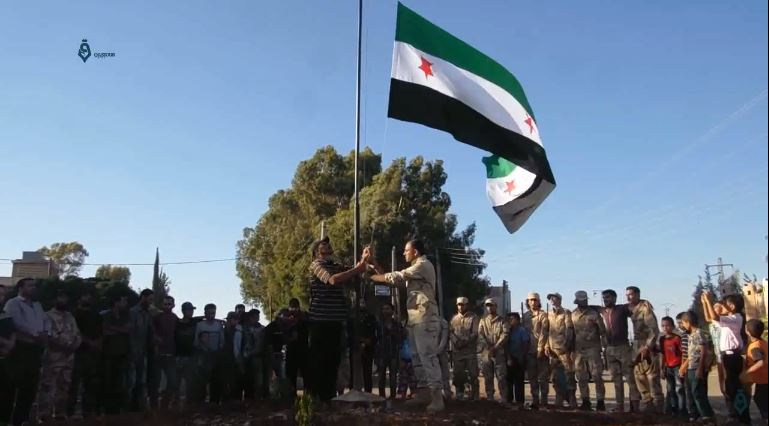
Ejército Libre Sirio
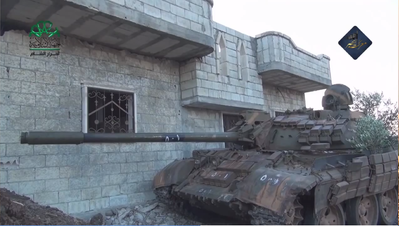
Ahrar al-Sham

### Rendición y negociación de la resistencia rebelde
El 22 de diciembre el Ejército Árabe Sirio capturó una zona agrícola al sur de Mazaraat Beit Jinn. Dos días después, las fuerzas armadas en general comenzaron la tercera fase de su ofensiva. Rodearon Maghar Al-Mir y avanzaron hacia Beit Jinn.
El 25 de diciembre, después de que los tropas gubernamentales capturaran más áreas, comenzaron las negociaciones para que los rebeldes se rindieran. Al día siguiente, la República Árabe dio un ultimátum a los insurgentes, ya sea por rendirse o enfrentarse a una inminente derrota militar. A los insurgentes se les dio 72 horas para aceptar la rendición y/o ir a la gobernación de Idlib, controlada desde el inicio de la guerra civil por los insurgentes, o quedarse en Guta y llegar a un acuerdo. La evacuación de los que aceptaron el ultimátum del gobierno sirio comenzó el 29 de diciembre, cuando los insurgentes se dirigieron a la gobernación de Idlib y una parte de la gobernación de Dar'a, que aun sigue bajo dominio opositor. Los primeros autobuses llegaron a Idlib al día siguiente con alrededor de 230 militantes con sus familiares incluidos.
Cuando los rebeldes se retiraron del área de Beit Jinn, el Ejército Árabe Sirio comenzó a tomar los territorios controlados hasta antes de la batalla por los insurgentes. Por lo tanto, el 2 de enero de 2018, los militares informaron que habían tomado el control de las llamadas colinas rojas después de la rendición opositora. Los insurgentes que no aceptaron rendirse usaron la cadena montañosa que rodea Guta para bombardear y realizar redadas contra una ciudad cercana controlada por el gobierno sirio de Bashar al-Ásad. Al final del día, los militares informaron que habían tomado el control total del área del oeste de Guta y que su ofensiva había concluido.

## Objetivos
Los objetivos primordiales del gobierno sirio liderado por Bashar al-Ásad es controlar el camino que lleva a los Altos del Golán que se encuentran ocupados por el Estado de Israel, paralelamente el gobierno espera que cortando el camino entre los Altos de Golán y los rebeldes estos últimos ya no podrán recibir ayuda del estado judío, una estrategia parecida que realizaron en la segunda campaña del Desierto sirio, cuando las Fuerzas Armadas Árabes Sirias con apoyo de las Fuerzas Armadas de Rusia y las milicias de Hezbolá cortaron el paso de ayuda extranjera que provenía de Jordania para los rebeldes.

Mapa de la gobernación de la Campiña de Damasco con y sin los Altos del Golán
Campiña de Damasco con los Altos del Golán
Campiña de Damasco sin los Altos del Golán